# Sof'ja Illarionovna Bardina
Sof'ja Illarionovna Bardina, in russo Софья Илларионовна Бардина? (D'jač'e, 15 maggio 1853 – Ginevra, 26 aprile 1883), è stata una rivoluzionaria russa.

## Biografia
Figlia di un proprietario terriero e commissario di polizia di Moršansk, dopo essersi diplomata nel ginnasio di Tambov, per proseguire gli studi si trasferì a Mosca, dove conobbe le sorelle Ol'ga e Vera Ljubatovič. con le quali nel 1871 lasciò la Russia per la Svizzera, per iscriversi dapprima al Politecnico e poi alla Facoltà di medicina dell'Università di Zurigo, dal momento che la professione medica sarebbe stato molto utile per un suo inserimento fra le classi popolari, secondo il principio populista dell'« andata nel popolo ».

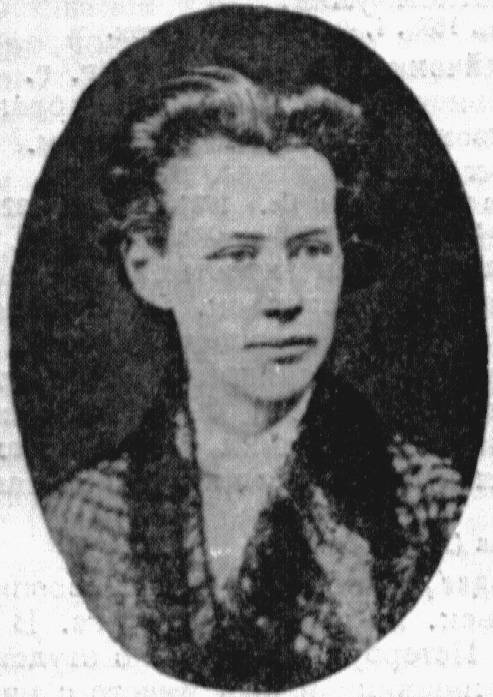
A. S. Chorževskaja

A Zurigo conobbe un gruppo di studentesse russe, tra le quali le sorelle Lidija e Vera Figner, Berta Kaminskaja, Anna Toporkova, le sorelle Evgenija, Marija e Nadežda Subbotina, Aleksandra Chorževskaja, Dora Aptekman e Varvara Aleksandrova. Tutte loro formarono il circolo « Fritschi » - dal nome della proprietaria della pensione nella quale alloggiavano - un gruppo populista che leggeva Marx e i socialisti di tutte le scuole, dall'utopista Tommaso Moro a Proudhon, da Cabet a Lassalle, oltre a Herzen e a Bakunin, i cui pamphlet facevano appello « alla distruzione impavida e implacabile d'ogni struttura dello Stato ». L'obščina era « il prototipo e insieme il germe d'una giusta organizzazione futura della società ».
Democrazia e assoluta eguaglianza economica erano i principi professati, a cui corrispondeva un severo rigore di vita. Quando un giorno Sof'ja Bardina confessò che le piacevano le fragole alla crema, fu presa in giro da tutte le ragazze del gruppo e Vera Ljubatovič la tacciò di « borghese ». Erano tutte ragazze di provincia, alcune così ritrose che abbassavano gli occhi se le si rivolgeva la parola. Tra loro Sof'ja Bardina si distingueva per vivacità e veniva chiamata « zia » dalle amiche, benché fossero tutte coetanee. Così la descrive Ivan Džabadari: « Era una ragazza con una originale grossa testa, un viso non bello ma molto intelligente, una gran fronte sotto la quale brillava un paio di piccoli occhi neri scintillanti d'ironia. Questa testa femminile, chissà perché, al primo sguardo faceva pensare alla testa di Voltaire ».
Anche Morozov, che la conobbe anni dopo in carcere, ricorda « l'impressione affascinante » che ella suscitava, giudicandola « una delle militanti più simpatiche di quel periodo ».
Bardina prese parte con Ol'ga Ljubatovič e Varvara Aleksandrovna al congresso della Federazione anarchica dei lavoratori tenuto a Saint-Imier il 15 settembre 1872, e lavorò alla tipografia del « Vperëd » (Avanti), la rivista fondata a Zurigo nell'agosto 1873 da Pëtr Lavrov, il cui libro Lettere storiche fu la sua lettura preferita. Lavrov aveva invitato la giovane intelligencija russa a mettersi dalla parte del popolo, a costo di qualunque sacrificio personale, per pagare il « debito » dovuto alla classe dei contadini che con il loro lavoro mantenevano i ceti privilegiati.
Nell'estate del 1873 il governo russo ordinò per decreto alle studentesse russe di lasciare l'Università di Zurigo e di fare ritorno in patria, pena il disconoscimento della laurea ottenuta. Venivano accusate d'immoralità, di praticare «il libero amore», anche se il reale motivo del decreto era il tentativo di sciogliere i circoli politici che esse avevano costituito. La maggioranza delle studentesse fece ritorno in Russia, mentre le «Fritschi» si trasferirono a Ginevra, a Berna o a Parigi, come Sof'ja Bardina, che però, non potendo proseguire gli studi per mancanza di denaro, tornò a Ginevra per ottenervi almeno un diploma di ostetrica.

### Nell'Organizzazione socialrivoluzionaria panrussa

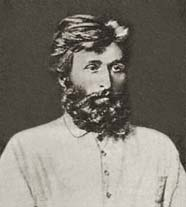
Ivan Džabadari

In questo periodo si verificò l'unione delle «Fritschi» con un gruppo di studenti caucasici, in maggioranza georgiani, che a Zurigo avevano formato un circolo rivoluzionario anarchico. Ne facevano parte Džabadari, il principe Cicianov, Čikoidze e pochi altri, affiancati dai bakuninisti Z. K. Ralli, Žukovskij e El'snic. Nacque così, nel 1874, l'Organizzazione socialrivoluzionaria panrussa, il cui statuto definiva « obščina » (comunità) il gruppo degli elementi «capaci di compiere almeno una delle funzioni principali dell'attività rivoluzionaria». Ogni militante metteva in comune con i compagni i propri beni e, a turno mensile, un gruppo di loro entrava a far parte dell'«amministrazione», incaricata di coordinare il lavoro dei membri e i rapporti con altre organizzazioni.
La loro attività si sarebbe svolta in Russia, tra gli operai, tra i quali essi avrebbero svolto propaganda attraverso contatti personali e diffusione di libri e opuscoli, miranti a costituire gruppi operai che avrebbero potuto far parte della comunità. Sarebbe seguita poi l'agitazione, mirante a una concreta attività rivoluzionaria fatta di scioperi e sommosse.
In tempi diversi, le «Fritschi» rientrarono in Russia. Alla fine di dicembre 1874 quasi tutto il gruppo delle giovani donne si trovò a Mosca dove, munite di falsi documenti, si fece assumere in diverse industrie tessili. Sof'ja Bardina, spacciandosi per una contadina chiamata Anna Zajcev, entrò nell'industria Lazarev. Tutte quelle fabbriche erano una sorta di caserme, dotate di dormitori separati per uomini e donne, dove i lavoratori, analfabeti provenienti dai villaggi rurali della provincia, passavano l'intera giornata lavorando 15 ore al giorno e mangiando una pagnotta di pane e una minestra vegetale.

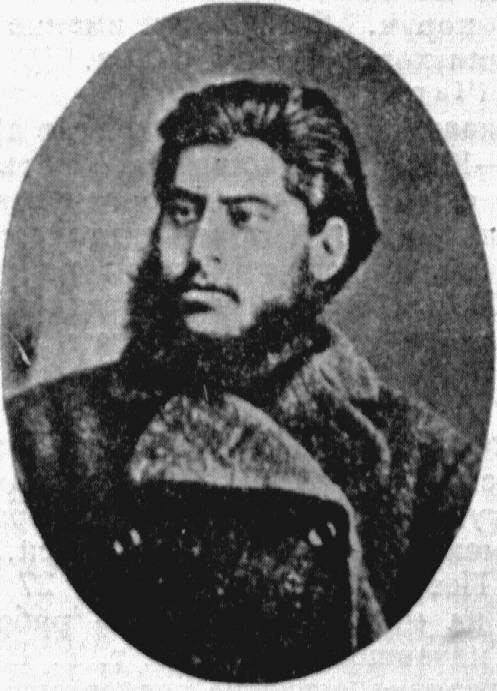
Michail Čikoidze

La sera, finito il lavoro, le ragazze dell'organizzazione avvicinavano gli operai, parlando loro dello sfruttamento cui erano sottoposti e delle lotte del movimento operaio europeo. Sof'ja Bardina leggeva un piccolo libro, Il racconto dei quattro fratelli, ottenendo una grande successo e stupendo gli operai. Per giustificare la sua «cultura», raccontava di essere del raskol e di aver imparato a leggere e scrivere prestando servizio in una famiglia di signori: «gli operai erano orgogliosi di lei e nei giorni di riposo, nelle osterie, si rivolgevano a lei pregandola di leggere le gazzette».
L'attività dei membri dell'organizzazione si sviluppò in una ventina di fabbriche di Mosca, in ciascuna delle quali essi riuscirono a sensibilizzare quattro o cinque operai. Un appartamento nel Krasnosel'skij Prospekt, intestato a Sof'ja Bardina, servì di ritrovo. Nel marzo del 1875 l'organizzazione cercò di allargarsi altrove, e Aleksandrova e l'operaio Alekseev partirono per Ivanovo, altri per Serpuchov, dove riuscirono a organizzare un grande sciopero, Chorževskaja per Kiev, Ol'ga Ljubatovič per Odessa, e Čikoidze e Cicianov per il Caucaso.
Il 29 marzo 1875 cadde nelle mani della polizia il primo membro dell'organizzazione, l'operaio Vasil'ev. Il 3 aprile fu la volta di Bardina, Džabadari, Kaminskaja, Čikoidze, Alekseev, Lukáševič, Georgievskij, Nikolaev e Agapov, sorpresi nell'appartamento moscovita che pure essi avrebbero dovuto abbandonare all'indomani dell'arresto di Vasil'ev. Cicianov fu catturato il 10 agosto, dopo aver resistito all'arresto con le armi, ed era la prima volta che accadeva un fatto del genere. Entro ottobre tutta l'organizzazione venne dissolta dagli arresti.

### Il processo e la condanna

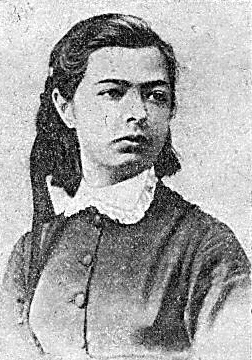
Ol'ga Ljubatovič

Il processo contro i cinquanta membri dell'organizzazione – mancava Vasil'ev, suicidatosi in carcere – si aprì a San Pietroburgo il 21 febbraio 1877. Dieci imputati erano operai, diciannove erano i nobili e ventuno gli appartenenti all'intelligencija; dei cinquanta, sedici erano donne. Sof'ja Bardina, che preparò per iscritto la sua difesa in accordo con le sue amiche, negò che il gruppo avesse mai avuto l'intenzione, come da accusa, di abolire la proprietà privata e la famiglia ma, semmai, di aver inteso difenderle.
Bardina dichiarò infatti di ritenere che «ogni persona avesse il diritto di proprietà, garantito dal suo personale lavoro produttivo», e che perciò ognuno «dovesse essere completamente padrone del suo lavoro e del suo prodotto, mentre attualmente ai lavoratori veniva pagato soltanto un terzo della loro giornata di lavoro, venendo così defraudati tre volte». Intanto gli speculatori, senza lavorare, giocavano in borsa arricchendosi con la rovina di migliaia di famiglie. Per quanto riguarda la famiglia, «nell'attuale sistema sociale una donna era spesso costretta a lasciare la famiglia per andare a guadagnare pochi soldi in una fabbrica, danneggiando se stessa e i propri figli, oppure a prostituirsi». Tutto ciò era considerato un fenomeno legittimo e normale, mentre gli imputati cercavano di «sradicare la povertà quale principale causa di tutti i disastri sociali, tra cui la distruzione della famiglia».
E concluse: «Non voglio e non vi chiedo pietà. Sono convinta che verrà il giorno in cui anche la nostra società sonnolenta e pigra si sveglierà e vedrà con vergogna che tanto a lungo fu permesso impunemente di calpestare, prendere e distruggere i propri fratelli, le sorelle e le figlie solo per aver manifestato liberamente le loro opinioni! E allora la nostra morte verrà vendicata. Potete perseguitarci fin quando avrete la forza materiale, ma noi abbiamo la forza morale, la forza del progresso storico, la forza delle idee, e le idee non possono essere fermate dalle baionette».
Il 14 marzo fu pronunciata la sentenza. Le pene più dure colpirono Cicianov, Aleksandrov e Alekseev, che furono condannati alla perdita dei diritti civili e a 10 anni di lavori forzati, e Bardina e Ol'ga Ljubatovič, condannate a nove anni. La sentenza d'appello, emessa il 5 aprile, commutò a Sof'ja Bardina i lavori forzati nell'esilio in Siberia, a Išim, nel governatorato di Tobol'sk.

### La fuga e la morte

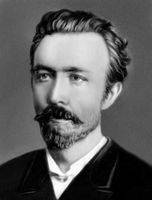
Jurij Bogdanovič

Nell'esilio cadde in depressione. L'isolamento e la monotonia della vita degli esiliati erano spesso tanto penosi da sopportare quanto le condizioni dei campi di lavoro, così che tra gli esiliati e i forzati i suicidi e la morte prematura erano egualmente frequenti.
Fu probabilmente per trovare un aiuto alla fuga dall'esilio che Bardina sposò un istitutore del luogo, Nikolaj Šachov, che non apparteneva all'ambiente dei rivoluzionari. Nel settembre del 1879 ebbero un figlio che morì nel novembre del 1880. Con Šachov e con la collaborazione di Bogdanovič, un membro di Zemlja i Volja e poi di Narodnaja Volja, il 25 dicembre 1880 fuggì da Išim nascondendosi prima a Kazan' e poi a Mosca.
Nel giugno del 1882 Bardina riuscì a espatriare illegalmente e si rifugiò a Ginevra. Pur trovandosi nell'ambiente dell'emigrazione politica russa, non riuscì a trovare una via d'uscita dalla depressione. Scrive la sua amica Ol'ga Ljubatovič che Bardina a Ginevra «non trovò che dei cernoperedel'cy che avevano dimenticato la loro vecchia parentela spirituale con noi. Allora il movimento rivoluzionario si differenziava ormai in due correnti, e noi, che univamo nel nostro programma la libertà d'organizzazione del popolo, la propaganda pacifica e la protesta armata, non sembravamo in nessun modo appartenere né all'una né all'altra. Bardina non trovò all'estero nessuno che le fosse vicino».
Il 13 aprile 1883 Sof'ja Bardina si sparò un colpo di pistola al petto. Trasportata in ospedale, morì dopo dodici giorni di agonia.